# 舞鶴山
舞鶴山（まいづるやま）は、山形県天童市にある山である。

## 概要
標高242.1m。天童市街地の南東に位置し、山の西側をJR奥羽本線（山形新幹線）、東側を国道13号山形バイパスが南北に通る。一帯は天童城址であり、天童公園の一部となっている。桜の名所として知られ、毎年4月には人間将棋が開催される。
2021年4月14日、天童市が事業費2億9609万円をかけ2018年から整備した天童公園もみじ園が開園した。舞鶴山の山頂と地上にある親水空間をデッキ階段やスロープを設置しつないだもので、散策路の全長は250メートル、高低差は52メートルである。

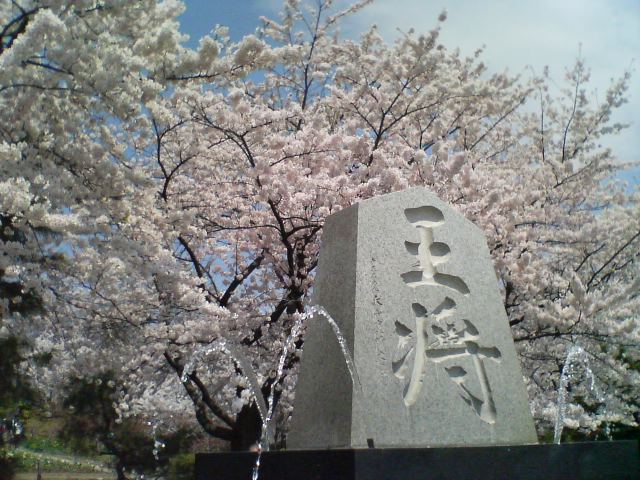
山頂の王将碑と桜
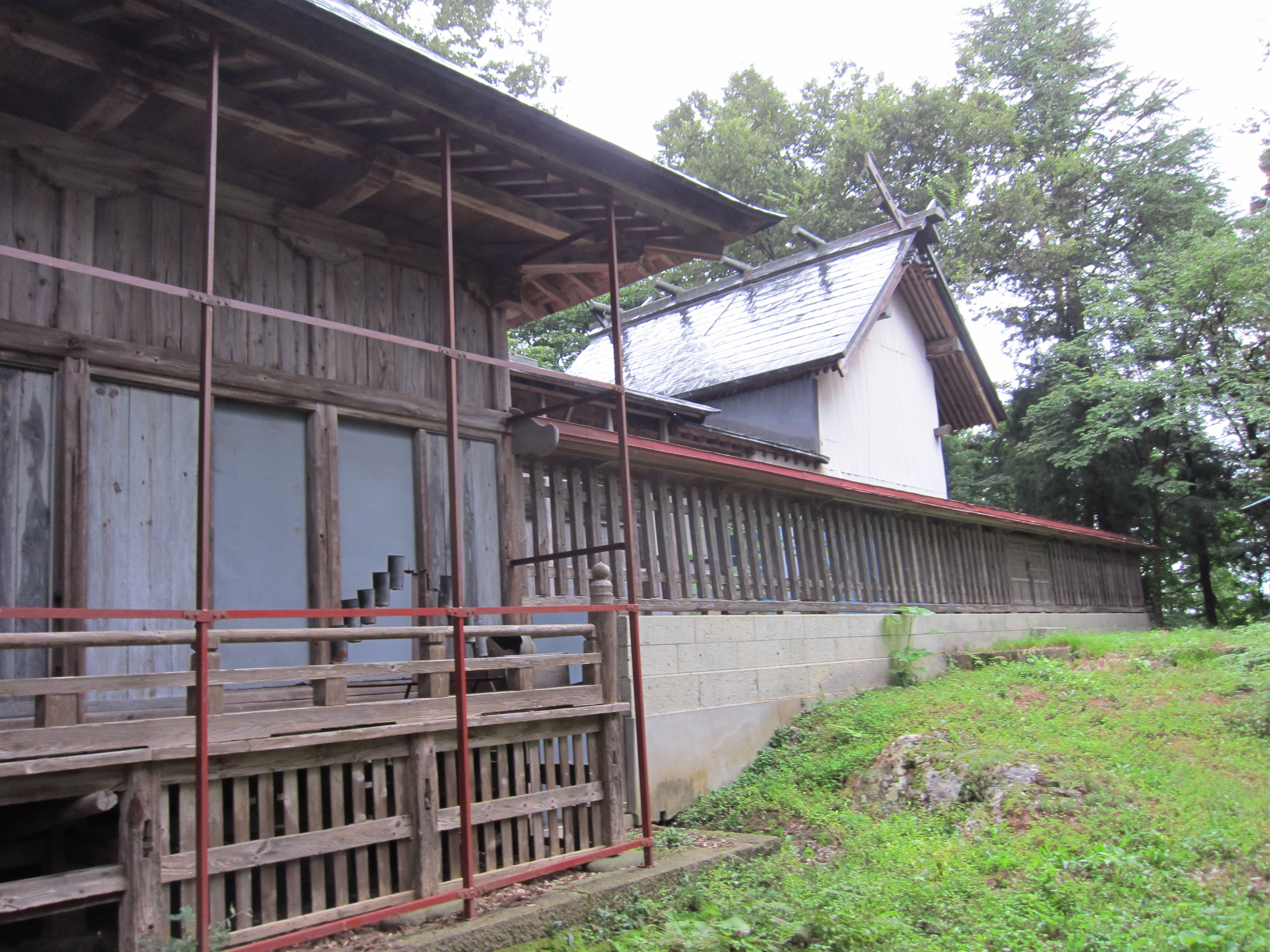
愛宕神社
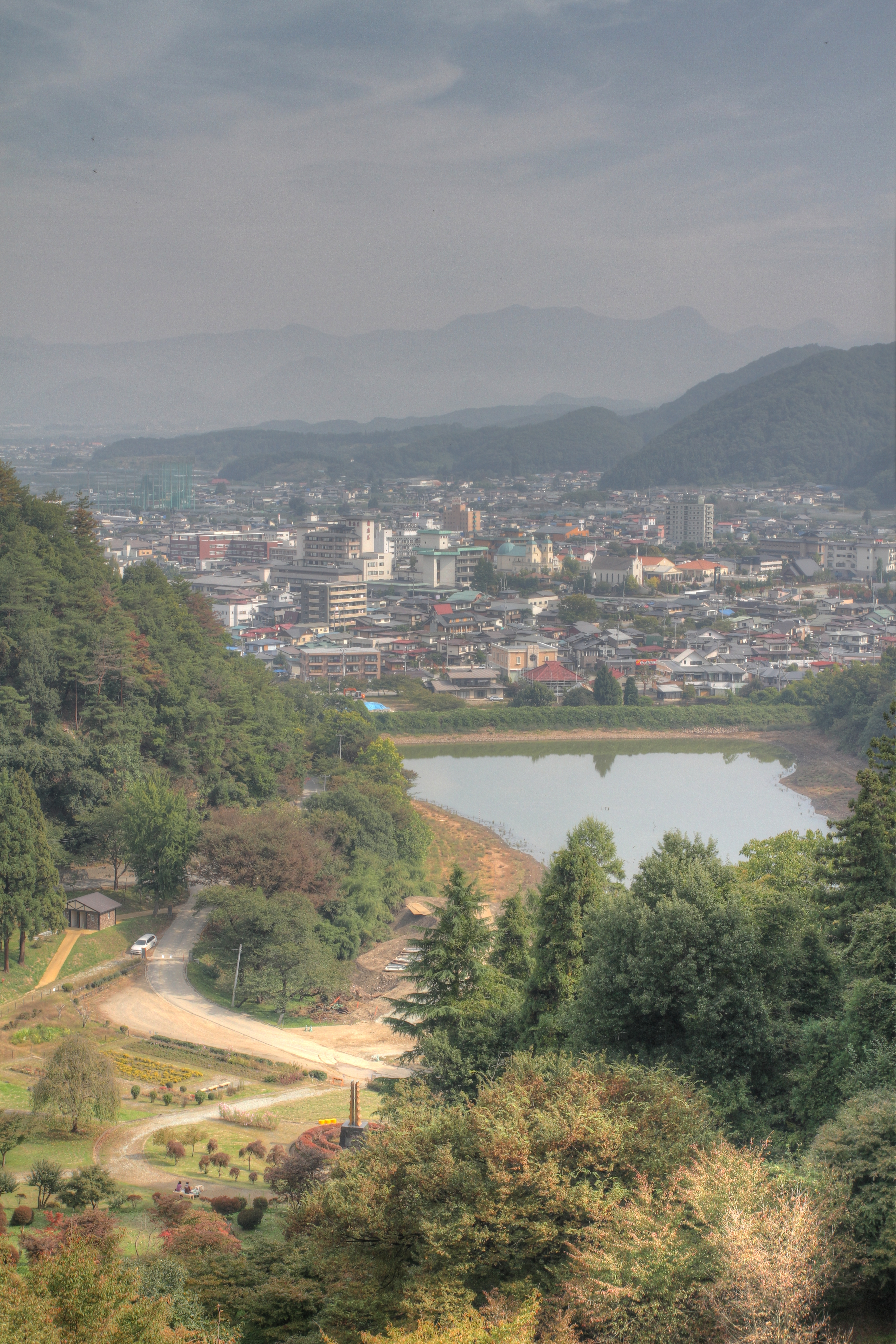
愛宕沼越しに天童温泉を望む

## 天童中継局
テレビがアナログ放送だった頃、舞鶴山には天童市中心部をエリアにテレビ中継局が設置されていた。しかしデジタル放送ではNHK・他局の民放も山形本局か新庄中継局でカバーできることから置局不要となったためアナログ放送終了とともに廃局となった。

### チャンネル一覧
| チャンネル 番号 | 放送局名             | 空中線 電力       | 放送対象地域 |
| --------------- | -------------------- | ----------------- | ------------ |
| 51              | NHK 山形教育         | 映像1W/ 音声0.25W | 全国         |
| 53              | NHK 山形総合         | 映像1W/ 音声0.25W | 山形県       |
| 55              | YBC 山形放送         | 映像1W/ 音声0.25W | 山形県       |
| 57              | YTS 山形テレビ       | 映像1W/ 音声0.25W | 山形県       |
| 59              | TUY テレビユー山形   | 映像1W/ 音声0.25W | 山形県       |
| 61              | SAY さくらんぼテレビ | 映像1W/ 音声0.25W | 山形県       |

- 2011年7月24日をもってすべて廃止された。